# Каролайн (Нью-Йорк)
Каролайн (англ. Caroline) — місто (англ. town) в США, в окрузі Томпкінс штату Нью-Йорк. Населення — 3334 особи (2020).

## Демографія
Згідно з переписом 2010 року, у місті мешкали 3282 особи в 1403 домогосподарствах у складі 879 родин. Було 1495 помешкань
Расовий склад населення:
| - 93,6 % — білих - 2,1 % — чорних або афроамериканців - 0,9 % — азіатів - 0,3 % — корінних американців - 0,1 % — вихідців з тихоокеанських островів |

До двох чи більше рас належало 2,4 %. Частка іспаномовних становила 1,7 % від усіх жителів.
За віковим діапазоном населення розподілялося таким чином: 21,1 % — особи молодші 18 років, 67,0 % — особи у віці 18—64 років, 11,9 % — особи у віці 65 років та старші. Медіана віку мешканця становила 40,3 року. На 100 осіб жіночої статі у місті припадало 99,9 чоловіків;  на 100 жінок у віці від 18 років та старших — 98,7 чоловіків також старших 18 років.
Середній дохід на одне домашнє господарство  становив 76 281 долар США (медіана — 65 388), а середній дохід на одну сім'ю — 85 285 доларів (медіана — 69 917). Медіана доходів становила 37 250 доларів для чоловіків та 45 811 долар для жінок. За межею бідності перебувало 7,0 % осіб, у тому числі 2,1 % дітей у віці до 18 років та 0,0 % осіб у віці 65 років та старших.
Цивільне працевлаштоване населення становило 1863 особи. Основні галузі зайнятості: освіта, охорона здоров'я та соціальна допомога — 35,1 %, мистецтво, розваги та відпочинок — 13,9 %, роздрібна торгівля — 13,1 %, науковці, спеціалісти, менеджери — 12,7 %.